# بوکس در المپیک تابستانی ۱۹۹۲

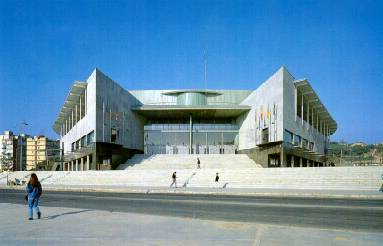
محل برگزاری مشت‌زنی در بازی‌های المپیک تابستانی ۱۹۹۲

مشت‌زنی در بازی‌های المپیک تابستانی ۱۹۹۲ نام رویداد ورزش مشت‌زنی در بازی‌های المپیک تابستانی بود که در سال ۱۹۹۲ برگزار شد. این مسابقات از ۲۶ ژوئیه تا ۹ اوت در بارسلونا، اسپانیا برگزار شد. ۴۴۱ ورزشکار و ۱۵۹ مقامات از ۱۰۶ کشور در این مسابقات حضور داشتند. این مسابقات از ۱۲ بخش تشکیل شده بود که همگی به صورت انفرادی برای مردان برگزار شدند.